# Stroniewice
Stroniewice (prononciation [strɔɲɛˈvit͡sɛ]) est un village de la gmina de Domaniewice, du powiat de Łowicz, dans la voïvodie de Łódź, situé dans le centre de la Pologne.
Il se situe à environ 3 kilomètres au sud-ouest de Domaniewice (siège de la gmina), 17 kilomètres au sud-ouest de Łowicz (siège du powiat) et 32 kilomètres au nord-est de Łódź (capitale de la voïvodie).
Sa population s'élevait approximativement à 300 habitants en 2006.

## Administration
De 1975 à 1998, le village était attaché administrativement à l'ancienne voïvodie de Skierniewice.

Depuis 1999, il fait partie de la nouvelle voïvodie de Łódź.